# Rodzina 800 plus

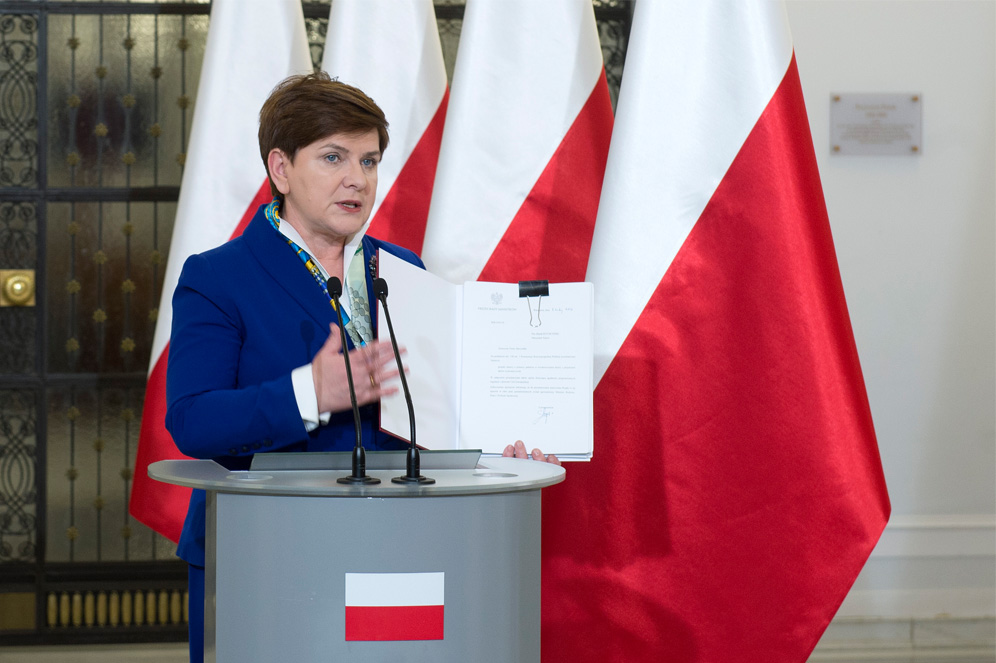
Prezes Rady Ministrów Beata Szydło na konferencji prasowej zwołanej przy okazji przekładania Sejmowi przez Radę Ministrów projektu ustawy wprowadzającej program „Rodzina 500 plus”.

Rodzina 800 plus (do 2024 roku Rodzina 500 plus) – realizowany w Polsce od 1 kwietnia 2016 państwowy program z zakresu polityki społecznej, mający pomóc rodzinom w wychowaniu dzieci poprzez comiesięczne świadczenia wychowawcze na każde dziecko w rodzinie w wysokości 800 złotych (do 2024 roku w wysokości 500 złotych). Zamiar stworzenia programu został ogłoszony w 2014 przez partię Prawo i Sprawiedliwość, a po jej wygranej w wyborach parlamentarnych w 2015 opracowany i wdrożony przez rząd Beaty Szydło.

## Wprowadzenie
Postulat wprowadzenia powszechnego świadczenia dla polskich dzieci jako pierwszy był głoszony przez lewicowych publicystów w 2009 r.
W 2011 koncepcję świadczenia na dzieci, we współpracy z partią Polska Jest Najważniejsza, przedstawił prof. Julian Marian Auleytner. Zakładała ona wypłacanie świadczenia w wysokości 400 złotych na dziecko. Po rozpadzie PJN pomysł upadł.
W wywiadzie udzielonym w listopadzie 2017 na antenie TVP Info prezes Prawa i Sprawiedliwości Jarosław Kaczyński stwierdził, że pomysłodawcą 500 Plus jest prawdopodobnie prof. Rybiński, który proponował 1000 zł na jedno dziecko, a on sam jest współautorem programu, po modyfikacji propozycji do 500 zł na drugie i kolejne dzieci. W 2014 roku projekt został zamieszczony w programie politycznym Prawa i Sprawiedliwości, zawierającym obietnicę wprowadzenia „comiesięcznego dodatku rodzinnego w kwocie 500 złotych na drugie, trzecie i kolejne dzieci w rodzinie, przysługującego na każde wychowywane dziecko do 18 roku życia”. W trakcie kampanii wyborczej przed wyborami parlamentarnymi w październiku 2015 postulat ten był podtrzymywany. Zapowiadana na stanowisko premiera, w przypadku wygranych przez PiS wyborów, Beata Szydło ogłosiła, że jej rząd wdroży program wsparcia rodzin i poprawy dzietności. Oświadczyła, że opierać się będzie na świadczeniu w wysokości 500 zł „na każde drugie i kolejne dziecko bez względu na dochód rodziny”, „a w mniej zamożnych rodzinach również na pierwsze dziecko”. Jednym z jego celów miało być poprawienie dzietności polskich rodzin, przy czym w październiku 2020 r. rząd zdementował te informacje i wskazał, że efektem wprowadzenia świadczenia wychowawczego miało być przede wszystkim to, że spadek dzietności w Polsce nie będzie tak silny, jak prognozowano wcześniej.
11 lutego 2016 Sejm RP uchwalił ustawę o pomocy państwa w wychowywaniu dzieci. Wbrew pierwotnym zapowiedziom, że świadczenie będzie kierowane do każdego dziecka w Polsce, ustawa przyjęła w latach 2016–2019 rozwiązanie, że świadczenie bez kryterium dochodowego nie przysługuje na pierwsze, lecz tylko na drugie i kolejne dzieci w rodzinie, zaś świadczenie 500 plus na pierwsze lub jedyne dziecko przysługiwało rodzinom o niższych dochodach przy spełnieniu kryterium dochodowego 800 zł netto na osobę w rodzinie lub 1200 zł na osobę w rodzinie w przypadku wychowywania w rodzinie dziecka niepełnosprawnego. Pierwsze wypłaty świadczeń nastąpiły w kwietniu 2016. W marcu 2017 minister rodziny, pracy i polityki społecznej Elżbieta Rafalska zapowiedziała dokonanie z inicjatywy rządu zmian w programie nienaruszających podstawowych jego założeń.
23 lutego 2019 na konwencji programowej Prawa i Sprawiedliwości prezes Jarosław Kaczyński zapowiedział rozszerzenie programu od 1 lipca tego samego roku na pierwsze dziecko niezależnie od kryterium dochodowego. 16 kwietnia 2019 rząd Mateusza Morawieckiego przedstawił Sejmowi projekt ustawy wprowadzającej rozszerzenie programu. 25 kwietnia 2019 Sejm RP VIII kadencji uchwalił ustawę o zmianie ustawy o pomocy państwa w wychowywaniu dzieci oraz niektórych innych ustaw. Ustawa weszła w życie 1 lipca 2019. Świadczenie na każde dziecko wprowadzono od 1 lipca 2019.
14 maja 2023 na konwencji Prawa i Sprawiedliwości prezes Jarosław Kaczyński zapowiedział podniesienie świadczenia wychowawczego Rodzina 500 plus do 800 złotych na każde dziecko.
7 lipca 2023 Sejm uchwalił nowelizację ustawy podwyższającą świadczenie 500 plus do 800 zł, a 7 sierpnia 2023 prezydent Andrzej Duda podpisał nowelizację ustawy o podniesieniu świadczenia Rodzina 500 plus do 800 zł na każde dziecko od 1 stycznia 2024.

## Realizacja

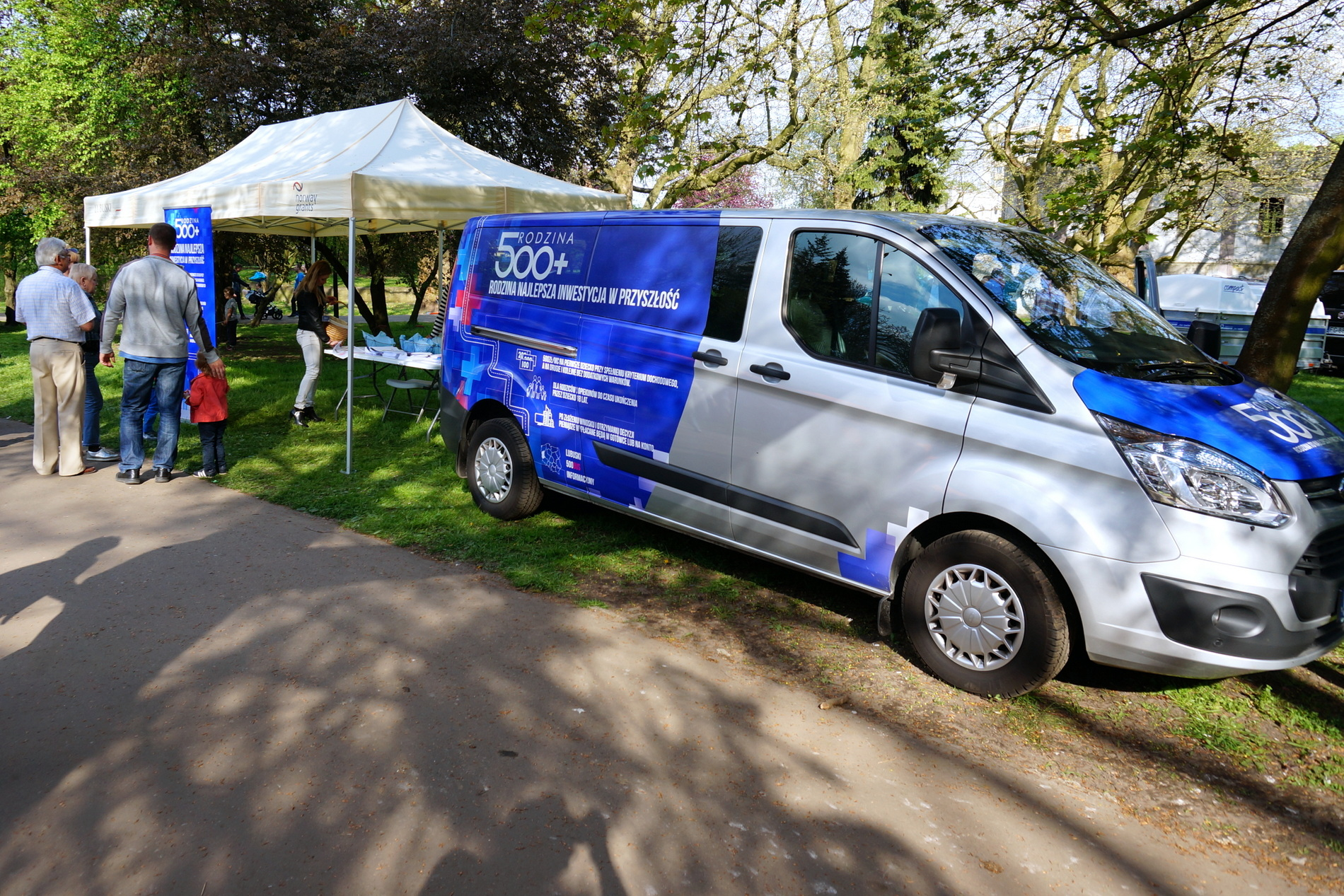
Akcja promująca program

Odbiorcami świadczeń w ramach programu są rodzice, opiekunowie prawni lub faktyczni dziecka (biologicznego lub adoptowanego). Świadczenie na jedno dziecko wynosi 800 zł i nie podlega ono opodatkowaniu. Przy przyznawaniu świadczenia na drugie i kolejne dziecko w rodzinie nie obowiązuje kryterium dochodowe. Świadczeniami objęte są dzieci do 18 roku życia.
Zgodnie z informacjami podanymi na stronie Ministerstwa Rodziny, Pracy i Polityki Społecznej, koszt programu w 2016 roku przekroczył 17 mld zł i objął 3,8 mln dzieci (2,78 mln rodzin). Według minister Elżbiety Rafalskiej największy udział wśród rodzin objętych wsparciem miały rodziny z dwójką dzieci (62% rodzin korzystających, czyli około półtora miliona rodzin). Ponad jedna trzecia korzystających rodzin zamieszkiwała gminy wiejskie (33,5% pomocy), a co czwarta gminy miejsko-wiejskie (24,6% pomocy).
W budżecie na 2017 rok zarezerwowano około 23 mld zł na realizację programu.
Koszt obsługi jednego wniosku w 2016 roku wynosił od 89 zł do 489 zł oraz prowizja 1–2% dla urzędu wypłacającego świadczenie. Na 2017 rok koszty te zostały ujednolicone; zaplanowano, że wyniosą łącznie 7,6 mln zł (koszt rozpatrzenia wniosku: 140 zł, prowizja za wypłacanie świadczenia: 1,5%).
W 2018 podano, że w latach 2016–2017 z programu skorzystało ok. 3,7 mln dzieci z 2,4 mln rodzin. Najwięcej osób otrzymało wsparcie na Mazowszu, a najmniej w województwie opolskim. Program w tym okresie kosztował 42,6 mld zł. Według Instytutu Badań Strukturalnych szacunki wskazują, że w następstwie jego realizacji z pracy mogło zrezygnować około 103 tysiące kobiet, głównie słabo wykształconych z małych miast.
Analiza GUS przeprowadzona przy okazji cyklicznego badania aktywności ekonomicznej Polaków BAEL, wskazuje, że zdecydowana większość Polaków (tj. 95,1% osób, czyli 5 mln 641 tys.) deklaruje, że w efekcie programu „500+” nie podejmowała żadnych działań w celu zmiany swojej sytuacji na rynku pracy. Według tych badań spośród całej grupy 5,9 mln beneficjentów programu wpływa ono (na podstawie deklaracji respondentów) na zachowania jedynie około 293 tysięcy osób (4,9%). Tylko dla 151 tysięcy osób (ok. 3% badanych) świadczenie 500+ było bodźcem pozytywnym; 76 tysięcy z tej grupy (pod wpływem świadczenia) podjęło pracę, natomiast 75 tysięcy zaczęło jej poszukiwania. Skutek dezaktywujący świadczenie miało mieć dla grupy 67 tysięcy osób, z czego 34 tysiące oświadczyło, że zaprzestało poszukiwań pracy, a 33 tysiące, że z niej zrezygnowało. Według Ministerstwa Rodziny, Pracy i Polityki Społecznej aktywizacja pracownicza nastąpić mogła m.in. za sprawą uzyskania przez zainteresowanych środków na opiekę nad dziećmi w godzinach pracy. Liczba biernych zawodowo matek zwiększyła się z 877 tys. do 918 tys. Ponieważ jedynie 3% badanych przez GUS deklarowało, iż program 500 plus „zachęca ich do pracy” z wyników omawianego badania GUS nie można wyciągać wniosków, by program 500+ zachęcał większość otrzymujących do podejmowania pracy.

## Opinie

### Opinie pozytywne
W 2016 rząd Beaty Szydło został wyróżniony Nagrodą Europejskiej Konfederacji Dużych Rodzin (ELFAC) za wybitne osiągnięcia w sferze prowadzenia polityki prorodzinnej, w szczególności programu „Rodzina 500+”.
W 2017 Elżbieta Rafalska otrzymała Nagrodę im. Grzegorza Palki za wdrożenie, wspólnie z samorządami gmin, programu „Programu 500+” oraz nagrodę hiszpańskiej Platformy dla Rodzin Katalonia-ONU w kategorii międzynarodowej za implementację programu „Rodzina 500+” jako istotnego instrumentu promującego rodzinę.

### Opinie negatywne
Program jest krytykowany przez niektóre środowiska ze względu na niewielką skuteczność w poprawianiu sytuacji demograficznej oraz długoterminowe pogarszanie sytuacji finansów publicznych państwa. Według przedstawianych przez nich wyliczeń, stymulowanie dzietności za pomocą świadczenia „Rodzina 500+” w roku 2016 wyniosło 1,15 mln zł za każde dodatkowe dziecko, co wielokrotnie przewyższa sumę składek wpłacanych w ciągu życia przez przeciętnego Polaka.
Innym wskazywanym skutkiem programu jest zmiana oczekiwań obywateli w zakresie świadczeń socjalnych. Powoduje to konieczność obiecywania podczas kampanii wyborczych coraz wyższych przekazów pieniężnych w celu wygrania wyborów. W lutym 2014 roku ówczesny premier Donald Tusk odnośnie do programu „Rodzina 500 plus” zarzucił Prawu i Sprawiedliwości brak przedstawienia możliwości sfinansowania i ocenił, że według niego „nie ma takiej możliwości sfinansowania tego projektu”. Podobne zarzuty o braku możliwości sfinansowania m.in. tego programu sformułował w październiku 2015 roku ekonomista i były minister finansów w rządzie Donalda Tuska, Jacek Rostowski.
W styczniu 2016 roku członek zarządu krajowego partii Razem Adrian Zandberg zarzucił programowi wykluczanie z niego rodziców samotnie wychowujących dzieci i rodziny, które znajdują się w kiepskiej sytuacji finansowej oraz jednoczesne uprzywilejowywanie osób bogatszych kosztem biedniejszych.
W lutym 2016 roku ówczesny poseł do Parlamentu Europejskiego i lider partii KORWiN Janusz Korwin-Mikke zarzucił programowi szkodliwość dla budżetu państwa polegającą na tym, że „za każde 500 złotych trzeba zapłacić 700 złotych w podatkach” oraz „wabienie wyborców” przez posłów pieniędzmi, a nie faktyczną chęć polepszenia sytuacji rodzin.
W lutym 2017 roku ekonomista i wieloletni wicepremier Leszek Balcerowicz zarzucił programowi „rozleniwianie ludzi”, ponieważ jego zdaniem bieda powinna być zwalczana poprzez oferowanie ludziom pracy, a program „Rodzina 500+” to rozdzielanie pieniędzy zabranych innym osobom.
Postulowane alternatywy:
- Partia polityczna Nowoczesna deklarowała od momentu powstania i wdrożenia programu w 2016 roku chęć przekształcenia programu „Rodzina 500 plus” w program „Aktywna Rodzina”, który ma polegać na obniżce podatków na każde dziecko[53].
- Ruch Kukiz’15 w miejsce programu „Rodzina 500 plus” proponowało w 2016 roku koncepcję tzw. ujemnego podatku dochodowego Miltona Friedmana[54].
- Partia polityczna Wiosna Roberta Biedronia proponowała w 2019 roku rozszerzenie programu poprzez zniesienie ograniczeń dotyczących matek i ojców samodzielnie wychowujących dzieci[55].
- Partia polityczna Prawica Rzeczypospolitej proponowała w 2018 roku zmiany w programie polegające na wprowadzeniu 1000 złotych na każde trzecie i kolejne dziecko[56].
- Federacyjna partia polityczna Konfederacja Wolność i Niepodległość, w skład której wchodzą m.in. partie polityczne KORWiN i Ruch Narodowy, deklarowała w 2019 roku wprowadzenie programu „1000+” polegającego na powszechnej uldze podatkowej – redukcji PIT do zera procent, dobrowolności składek ZUS oraz zniesieniu akcyzy na benzynę[57][58].

## Analogiczne świadczenia w innych państwach
Rząd Litwy od stycznia 2018 r. wprowadził comiesięczne świadczenia na każde dziecko poniżej 18 roku życia lub uczące się do 21 roku życia w wysokości 30 euro. W przypadku dzieci z rodzin z co najmniej trojgiem dzieci i rodzin o dochodach poniżej progu dochodowego świadczenie wynosi 58,5 euro. Program został wprowadzony z inicjatywy Akcji Wyborczej Polaków na Litwie – Związku Chrześcijańskich Rodzin, która zaproponowała świadczenie w wysokości 120 euro (równowartości 500 zł), ale zostało ono obniżone w końcowym projekcie z braku środków budżetowych. W Niemczech odpowiednikiem programu Rodzina 800 plus jest zasiłek rodzinny „Kindergeld”, który wypłacany jest na dzieci aż do momentu podjęcia przez nie pracy, jednak nie dłużej niż do ukończenia 25 roku życia. W Wielkiej Brytanii odpowiednikiem świadczenia jest zasiłek na dziecko o nazwie „Child Benefit”, który jest wypłacany przez państwo osobie wychowującej dziecko do ukończenia przez nie 16 roku życia (lub 20 roku życia, jeśli kontynuuje edukację). W Belgii odpowiednikiem programu jest świadczenie „Allocations familiales”, które otrzymują rodzice niezależnie od liczby posiadanych dzieci, bez progów dochodowych, ale pod warunkiem, że płacą składki na ubezpieczenia społeczne, natomiast w Szwecji istnieje zasiłek rodzinny pod nazwą „Barnbidrag” wypłacany na każde dziecko do 16 roku życia (lub do 20 roku życia, jeśli dziecko kontynuuje naukę). We Francji odpowiednikiem programu jest świadczenie „Allocations familiales”; otrzymuje je każda rodzina posiadająca dwójkę i więcej dzieci, która płaci podatki w tym kraju. Dodatek przyznawany jest na każde dziecko do ukończenia 20 roku życia, bez kryterium dochodowego.